# Narcisismo colectivo
El narcisismo colectivo (o narcisismo de grupo) es un tipo de narcisismo en el cual un individuo tiene un significativo amor propio de su propio endogrupo, donde un “endogrupo” es un grupo en el cual el individuo se encuentra personalmente contenido. Mientras que la definición clásica de narcisismo se enfoca en los aspectos individuales, el narcisismo colectivo sostiene que una persona puede tener una opinión extremadamente elevada de carácter similar sobre un grupo, y que un grupo puede funcionar como una entidad narcisista. El narcisismo colectivo se encuentra relacionado con el etnocentrismo; sin embargo, mientras que el etnocentrismo se enfoca principalmente en una autovaloración acentuada a un nivel cultural o étnico, el narcisismo colectivo es más amplio y abarca todo tipo de ingroup más allá de culturas y etnias. Si bien algunos estudiosos del tema creen que el narcisismo de grupo es una extensión del narcisismo individual, otros consideran que los dos tipos son sumamente independientes.

## Desarrollo del concepto
Freud en su trabajo de 1922 Group Psychology and the Analysis of the Ego (Psicología de grupo y análisis del Ego), menciona como 'como cada pequeño cantón mira a los otros por sobre el hombro', como un ejemplo de lo que posteriormente será denominado 'la teoría de Freud del narcisismo colectivo'. Posteriormente, Wilhelm Reich y Isaiah Berlin exploraron lo que I. Berlin denominó 'el desarrollo del narcisismo moderno nacional: la autoadoración de los pueblos'; mientras que el ”narcisismo del grupo” es descrito en un libro de 1973 titulado The Anatomy of Human Destructiveness (Anatomía de la destructividad humana) del psicólogo Erich Fromm.
Pierre Bourdieu en la década de 1990 escribió sobre 'un tipo de narcisismo colectivo que afecta a los grupos intelectuales...que los hace proclives a tener una mirada complacientes sobre sí mismos'; mientras que el término “narcisismo colectivo” fue destacado por los investigadores Agnieszka Golec de Zavala, Aleksandra Cichocka, Roy Eidelson y Nuwan Jayawickreme en su trabajo “Collective Narcissism and its Social Consequences.”
Henri Tajfel trabajó sobre el mismo fenómeno en las décadas de 1970 y 1980, comentando como 'el deseo de los pueblos de ver a su propio grupo mejor que otros grupos puede conducir al sesgo del ingroup', creando una 'teoría de identidad social, que sostiene que la motivación de los pueblos de desarrollar una autoestima positiva de su pertenencia a un grupo es una de las fuerzas motoras del sesgo del ingroup

## Características
El narcisismo colectivo se caracteriza porque los miembros de un grupo tienen una opinión positiva desproporcionada de su endogrupo. El narcisismo colectivo puede presentarse por un individuo en representación de un grupo o por un grupo en su conjunto. Sin embargo, el narcisismo colectivo siempre posee una relación con los individuos que constituyen el grupo narcisista. Los grupos que exhiben narcisismo colectivo —en forma similar a lo que sucede con un narcisista individual— requieren de validación externa. Las organizaciones y los grupos que presentan este comportamiento por lo general tratan de proteger sus identidades premiando comportamientos de reafirmación del grupo--refuerzo positivo. Según Golec de Zavala y sus colegas, el narcisismo colectivo es una forma alternativa de narcisismo, aunque no completamente conectado con el individual, en el cual son válidas la mayoría de las características del narcisismo individual, pero manipuladas para incorporar la idea de “grupo”. Golec de Zavala et al. establecen ciertos paralelismos entre el narcisismo individual y el narcisismo colectivo:
| Individual                                                          | Colectivo                                                                             |
| ------------------------------------------------------------------- | ------------------------------------------------------------------------------------- |
| Desearía que las personas reconocieran mi autoridad                 | Desearía que las personas reconocieran la autoridad de mi grupo                       |
| Poseo un talento natural para ejercer influencia sobre las personas | Mi grupo posee todas las características apropiadas para influir sobre otras personas |
| Si yo gobernara el mundo, el mundo sería mucho mejor                | Si mi grupo gobernara el mundo, el mundo sería mucho mejor                            |
| Yo soy una persona extraordinaria                                   | Mi grupo es extraordinario                                                            |
| Me gusta ser el centro de atención                                  | Me gusta cuando mi grupo es el centro de atención                                     |
| Yo no estaré satisfecho hasta obtener aquello que merezco           | Yo no estaré satisfecho hasta que mi grupo obtenga aquello que merece                 |
| Insisto en que se me muestre el respeto que merezco                 | Insisto en que a mi grupo se le muestre el respeto que merece                         |
| Quiero ser valorado por el mundo                                    | Quiero que mi grupo sea valorado por el mundo                                         |
| Pocas personas me reconocen por las cosas o logros que he tenido    | Pocas personas parecen comprender la gran importancia que tiene mi grupo              |